# Stig Lönnqvist
Stig Lönnqvist (né le 12 avril 1949 à Salo) est un athlète finlandais spécialiste du 400 mètres. Licencié à l'Esbo IF, il mesure 1,95 m pour entre 77 et 80 kg. Avec Ari Salin, Ossi Karttunen et Markku Kukkoaho, il bat à l'occasion des Jeux olympiques de Munich le record de Finlande du 4 x 400 mètres avec 3 min 01 s 12, record qui n'a pas été encore battu.

## Biographie

### Palmarès
| Date | Compétition           | Lieu     | Résultat | Épreuve   | Performance   |
| ---- | --------------------- | -------- | -------- | --------- | ------------- |
| 1972 | Jeux olympiques d'été | Munich   | 6e       | 4 x 400 m | 3 min 01 s 1  |
| 1974 | Championnats d'Europe | Rome     | 3e       | 4 x 400 m | 3 min 03 s 57 |
| 1976 | Jeux olympiques d'été | Montréal | 8e       | 4 x 400 m | 3 min 06 s 51 |

### Records
| Épreuve    | Performance | Lieu | Date |
| ---------- | ----------- | ---- | ---- |
| 400 mètres | 46 s 7      |      | 1949 |